# Venonis
Venonis fu un forte romano e insediamento della Britannia romana, posto lungo la Watling Street all'incrocio con la Fosse Way, ubicato in corrispondenza dell'odierna località denominata High Cross, nella contea inglese del Leicestershire.
Venonis è citato solo dall'Itinerario antonino.

## Descrizione

### L'insediamento
L'insediamento (vicus) sorgeva attorno all'intersezione delle strade Watling Street e Fosse Way. Rispetto al punto di intersezione, lungo l'asse corrispondente alla Watling Street, esso si estendeva per circa 450 m verso sud-est e circa 60 m verso nord-ovest, mentre non è nota l'estensione lungo l'asse della Fosse Way.
Gli scavi effettuati hanno rivelato tracce di edifici in legno, senza che però si potesse individuare la planimetria dell'insediamento.
I reperti rinvenuti coprono il periodo che va dall'età Flavia (reperti ceramici; circa 69-96 d.C.) fino all'epoca di Valentiniano I (monete; circa 364-378 d.C.).

### Il forte
A circa 1,2 km a nord-ovest dell'insediamento, nella località chiamata Wigston Parva, sorgeva un piccolo forte romano.
Successivamente, la Watling Street fu fatta passare attraverso di esso.
Il forte fu scoperto grazie alla fotografia aerea da J. K. St. Joseph e vi si fecero degli scavi negli anni 1969/70.
Esso misura circa 8 000 m2. Era circondato da un fossato che però fu livellato con la costruzione della Watling Street.